# Литвинець Микола Костянтинович
Литвинець Микола Костянтинович (Псевдо:«Комар»; 22 березня 1923, с. Тязів, Тисменицький район, Івано-Франківська область — 3 лютого 1951, с. Ангелівка, Долинський район, Івано-Франківська область) — лицар Золотого хреста бойової заслуги 1 класу.

## Життєпис
Вояк УДП (1941-06.1943). В лавах УНС із липня 1943 року. Пройшов військовий вишкіл у курені «Чорні чорти». Стрілець чоти «Славка» у Чорному лісі (осінь 1943), сотні Василя Андрусяка — «Різуна» (11.1943-1944), куреня «Скажені» групи «Чорний Ліс» (1944-03.1945), ВПЖ куреня «Дзвони» ТВ 22 «Чорний Ліс» (03.-06.1945), командир рою куреня «Дзвони» (1945—1946), член почоту курінного Володимира Чав'яка — «Чорноти» (1946-08.1947).
У серпні 1947 року в складі кур'єрської групи ОУН вирушив на Захід і в грудні 1947 р., незважаючи на розбиття групи, прибув в американську зону окупації Німеччини. Пройшов вишкіл ЗЧ ОУН для вояків, які мали бути скеровані до України (1948). Керівник кур'єрської групи Проводу ЗЧ ОУН, яка у вересні 1949 р. доставила організаційну пошту в Україну. Загинув у бою з опергрупою Вигодського РВ УМДБ, відступаючи з оточеної ворогом хати. Стрілець (?), вістун (?), старший вістун (1.01.1947) УПА.

## Нагороди
- Згідно з Постановою УГВР від 20.07.1950 р. і Наказом Головного військового штабу УПА ч. 1/50 від 28.07.1950 р. керівник кур'єрської групи Проводу ЗЧ ОУН Микола Литвинець — «Комар» нагороджений Золотим хрестом бойової заслуги УПА 1 класу.

## Вшанування пам'яті
- 1.03.2020 р. від імені Координаційної ради з вшанування пам'яті нагороджених Лицарів ОУН і УПА у с. Тязів Тисменицького району Івано-Франківської обл. нагорода передана Василю Гресько, племіннику Миколи Литвинця — «Комара».